# Elva R. Kendall
Elva Roscoe Kendall (* 14. Februar 1893 bei Carlisle, Nicholas County, Kentucky; † 29. Januar 1968 ebenda) war ein US-amerikanischer Politiker. Zwischen 1929 und 1931 vertrat er den Bundesstaat Kentucky im US-Repräsentantenhaus.

## Werdegang
Elva Kendall besuchte die öffentlichen Schulen seiner Heimat und danach die Y.M.C.A. School of Accountancy in New York City. Danach studierte er an der National University in Washington, D.C. In den folgenden Jahren arbeitete Kendall als Steuerberater und öffentlicher Buchhalter. Außerdem wurde er in der Landwirtschaft tätig. Während des Ersten Weltkrieges war er in der Personalabteilung der 61. Amerikanischen Division. Zwischen 1922 und 1927 arbeitete er als Revisor im Außendienst für das US-Finanzministerium.
Politisch war Kendall Mitglied der Republikanischen Partei. Bei den Kongresswahlen des Jahres 1928 wurde er im neunten Wahlbezirk von Kentucky in das US-Repräsentantenhaus in Washington gewählt, wo er am 4. März 1929 die Nachfolge von Fred M. Vinson antrat. Da er bei den Wahlen des Jahres 1930 seinem Vorgänger Vinson unterlag, konnte er bis zum 3. März 1931 nur eine Legislaturperiode im Kongress absolvieren. Nach seinem Ausscheiden aus dem US-Repräsentantenhaus zog sich Elva Kendall aus der Politik zurück. Er nahm seine früheren Tätigkeiten als Buchhalter und in der Landwirtschaft wieder auf und starb am 29. Januar 1968.